# カイオ・ドゥイリオ (ヘリコプター巡洋艦)
カイオ・ドゥイリオ（Caio Duilio, 554）は、イタリア海軍のアンドレア・ドーリア級ヘリコプター巡洋艦の2番艦。艦名は共和政ローマ期の政治家であったガイウス・ドゥイリウスに由来し、またその名は1876年に進水したカイオ・ドゥイリオ級戦艦のネームシップ「カイオ・ドゥイリオ」から数えて3隻目になる。

## 艦歴
「カイオ・ドゥイリオ」は、ナヴァルメッカーニカカステッランマーレ・ディ・スタービア造船所で1958年に起工し、1962年に進水、1964年に就役し、ターラント海軍基地に配備される。
1980年に「553 アンドレア・ドーリア」と配備基地の交代が実行されラ・スペツィア海軍基地に配置転換する。同年、この再配置の後にリヴォルノに所在する海軍士官学校生徒用の練習艦であった「D562 サン・ジョルジョ」と交代するため、76mm単装砲2門とヘリコプター搭載機数を削減し、練習艦に必要な諸機能を追加され新たな任務に就く。
これ以降、練習航海が行なわれるが、特に1984年の航海ではロサンゼルスオリンピック開催中のアメリカ合衆国にある港のうち2箇所を訪問した。
1990年に退役する。